# Pseudostenophylax striatus
Pseudostenophylax striatus är en nattsländeart som beskrevs av Forsslund 1935. Pseudostenophylax striatus ingår i släktet Pseudostenophylax och familjen husmasknattsländor. Inga underarter finns listade i Catalogue of Life.